# Marc Verillotte
Marc Verillotte, né le 19 septembre 1965 dans la Haute-Marne, est coach et conférencier, expert dans le domaine de l’adaptation au stress et de l’optimisation des habiletés mentales.
Il a été membre de l’équipe de France de judo de 1990 à 1995, il a obtenu 14 sélections internationales fédérales. Il a notamment gagné le Tournoi international de la ville de Paris (TIVP)  en 1990, et la coupe d'Europe des clubs de judo en 1993 avec le Racing Club de France. Il a ensuite été l’entraîneur national du judo policier (FSPF) et l'entraineur judo et jujitsu de l'ASPP.
Il a également été membre de la colonne d’assaut du RAID pendant 20 ans, de 1998 à 2018. Il a participé en tant qu’opérateur de terrain, aux dernières interventions emblématiques du RAID (les affaires Yvan Colonna, Mohamed Merah, Hyper Cacher, attentats du 13 novembre 2015 en France, opération policière du 18 novembre 2015 à Saint Denis). Il a été blessé par balles à deux reprises, on lui a remis la Légion d’Honneur pour faits d’armes.
Il a été conférencier TEDx sur le thème "face à l'épreuve" le 27 avril 2022 à l'ESSEC Business School. Sa conférence est intitulée "gérer son stress: l'experience du RAID"
Il est co-auteur du livre "au coeur du RAID" avec Karim Ben Ismaïl édité par Les Arènes qui est paru le 15 septembre 2022.
Le 24 avril 2024, à l'ESSEC Business School, il enregistre un second TEDx sur le thème "prévoir l'imprévisible". Le titre de sa conférence est "Le RAID : faire face à l'imprévisible".

## Conférencier (2018-présent)
Marc Verillotte est conférencier dans le domaine de l'adaption au stress et de l'optimisation des habiletés mentales.
Il intervient dans les entreprises pour partager son experience et fournir des procédures concrètes, immédiatement utilisables dans notre quotidien. Il répond à la question "comment lutter contre le stress" en une trentaine de point à suivre.
Il revendique également un engagement sociétal en participant à travers plusieurs associations à la formation des jeunes à la recherche d'emploi dans le domaine de la gestion de crises, de la communication, de la cohésion d'équipe et de la sécurité.

## Carrière au RAID (1998-2018)
Policier pendant 31 ans, dont 20 ans au RAID (1998 à 2018) en section intervention.
Il est entré au RAID gardien de la paix, et il en est sorti major à l'échelon exceptionnel.
Toujours au sein du groupe d'assaut, il a eu plusieurs spécialités : combat, tir, tactique, parachutisme, effraction, chef d'équipe en intervention, responsable cellule effraction, manipulation d'explosif, dépiégeur d'assaut.
Il a été blessé par balles au combat à deux reprises.

## Judoka - club et palmarès (1984-1996)

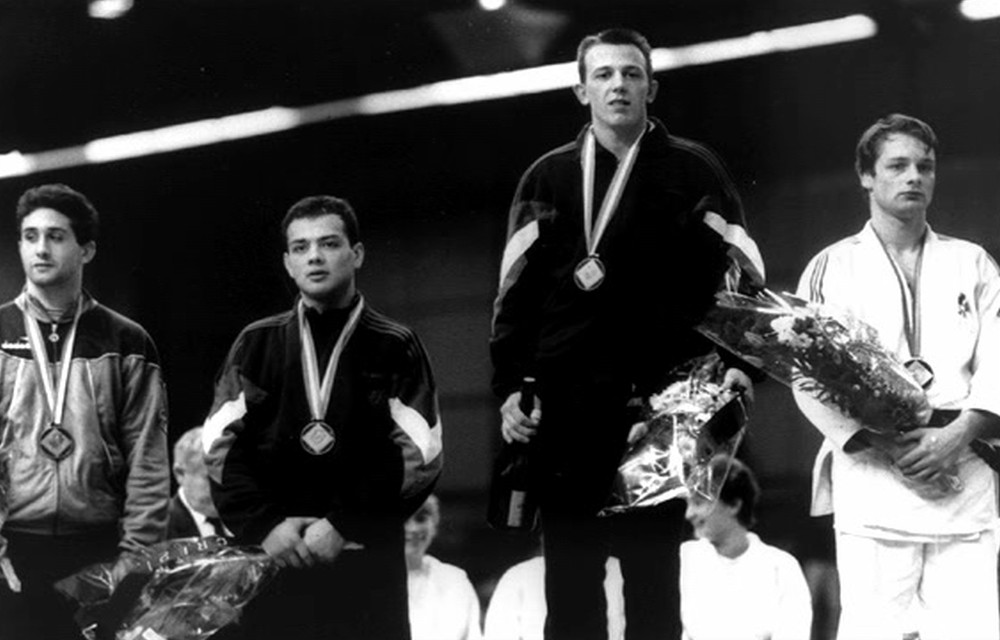
Marc Verillotte vainqueur du TIVP en 1990

Il a débuté le judo au club de Chalindrey, Haute-Marne, avant de rejoindre le CAAM à Troyes puis l'ASPP à Paris.
Il obtient une selection en équipe de France junior (-21 ans) en 1984.
Il intègre ensuite le Racing Club de France sous les couleurs duquel il effectue toute sa carrière internationale en senior.
Il est professeur de judo, Il obtient le BEES 1er degré au CREPS de Montry et BEES 2ème degré à l'INSEP.
Il effectue son service militaire au Bataillon de Joinville en 1986.
Il intègre le club de Sucy Judo (Val-de-Marne) et y réussit l'examen de 6ème dan de judo en 2021.

### International

#### Individuel
International FFJDA sénior de 1990 à 1996 - 14 sélections internationales individuelles
- Médaille d'or au tournoi international de la ville de Paris 1990
- Médaille d'or au tournoi international des Pays-Bas 1993
- Médaille d'or au tournoi international de Los Angeles 1993
- Médaille d'argent au tournoi international des Pays-Bas 1990
- Médaille d'argent au tournoi international de Tbilissi 1991
- Médaille de bronze au tournoi international de Monaco 1993
- Médaille de bronze au tournoi international de Monaco 1995

#### Par équipe
- Médaille d'or de la coupe d'Europe des clubs champions par équipe avec le Racing Club de France 1993
- Médaille d'or au tournoi d'Autriche par équipe de nations 1993
- Médaille d'argent de la coupe d'Europe des clubs champions par équipe avec le Racing Club de France 1994
- Médaille de bronze aux championnats du monde militaire par équipe (USA) 1987

### France
- Championnat de France 1re division :

| Année      | 1988 | 1989 | 1990 | 1991 | 1992 | 1993 |
| ---------- | ---- | ---- | ---- | ---- | ---- | ---- |
| Classement | 5e   | 5e   | 5e   | 5e   | 7e   | 3e   |

### Police

#### Championnat d'Europe Police
| Année      | 1988 | 1992 |
| ---------- | ---- | ---- |
| Classement | 1er  | 2e   |

#### Championnat de France Police
| Année      | 1987 | 1988 | 1989 | 1990 | 1991 | 1992 |
| ---------- | ---- | ---- | ---- | ---- | ---- | ---- |
| Classement | 1er  | 1er  | 1er  | 1er  | 1er  | 1er  |

## Publications
Il est l'auteur de plusieurs DVD pédagogiques sur le judo :
- Le judo
- Le judo de compétition
- Étranglements
- Enchaînements
- Immobilisations vol.1
- Immobilisations vol.2

Il est co-auteur du livre au cœur du RAID avec Karim Ben Ismaïl édité par Les Arènes paru le 15 septembre 2022.

## Décorations
- Chevalier de la Légion d'honneur[5]
- Médaille Croix du combattant
- Médaille de la sécurité intérieure échelon or avec agrafe « Attentats janvier 2015 »
- Médaille de la sécurité intérieure échelon argent
- Médaille de reconnaissance de la Nation
- Médaille commémorative française avec agrafe « Afghanistan »
- Médaille d'argent première classe pour acte de courage et de dévouement
- Médaille d'argent deuxième classe pour acte de courage et de dévouement
- Médaille de bronze pour acte de courage et de dévouement
- Médaille d'or de la jeunesse et des sports
- Médaille d'honneur de la police nationale
- Médaille de l'OTAN au titre de l'opération ISAF avec agrafe « Afghanistan »

Il est également membre titulaire de l'association des membres de la Légion d'honneur Décorés au Péril de Leur Vie.